# Parsifal (Widerstandsgruppe)
Parsifal war der Name einer tschechischen Widerstandsgruppe im Protektorat Böhmen und Mähren gegen die Besetzung von Landesteilen der Tschechoslowakei durch das nationalsozialistische Deutsche Reich vor und während des Zweiten Weltkriegs.

## Geschichte und Tätigkeit
Die Widerstandsgruppe Parsifal (am Anfang noch ZAMINI v odboji genannt) gehörte zu den kleineren Gruppen des Widerstands im Protektorat. Die Anfänge ihrer Entstehung datieren bereits in der Zeit kurz nach der Besetzung der „Rest-Tschechei“ 1938. Bevor der zurückgetretene Präsident Edvard Beneš im Oktober 1938 ins Exil ging, hat er einige seiner Mitarbeiter auf die Notwendigkeit angesprochen, den Informationsfluss zu den im Ausland tätigen Politikern zu sichern. Diese Initiative führte zur Entstehung der Widerstandsgruppe Politické ústředí und ebenfalls der Gruppe Parsifal.
Den Anstoß zur Gründung der Gruppe Parsifal gab der Mitarbeiter des tschechoslowakischen Außenministeriums Arnošt Heidrich, der zusammen mit anderen Mitarbeitern des Außenministeriums und Diplomaten, darunter Prokop Drtina (der ebenfalls in der Gruppe Politické ústředí aktiv war) und der frühere Außenminister Kamil Krofta, eine Gruppe gründete, zu der später auch zahlreiche andere Mitarbeiter hinzukamen, teilweise aus älteren Diskussionsforen wie Táflrunda oder Klub Přítomnost.
Im Vordergrund der Tätigkeit stand die nachrichtendienstliche Vermittlung und Austausch von Informationen zwischen dem sich formierenden Widerstand und den im Ausland weilenden Politikern, die schließlich 1940/1941 in London die Tschechoslowakische Exilregierung etablierten. Die Parsifal-Mitglieder arbeiteten zusammen vor allem mit der Widerstandsgruppe ÚVOD und ebenfalls Přípravný národní revoluční výbor (PRNV). Kontakte bestanden auch zu der Gruppe Rada tří. Zu den spektakulären nachrichtendienstlichen Erfolgen von Parsifal gehören auch die nach London zugespielten Berichte über die deutsche Heeresversuchsanstalt Peenemünde, die wesentlich zur Bombardierung der Anstalt in der Operation Hydra im August 1943 beitrugen.
Obwohl es auch Fluktuation zu anderen Widerstandsgruppen gab, wurde der Kern der Gruppe Parsifal erst spät durch die Gestapo verhaftet: Arnošt Heidrich etwa im Januar 1945, Zdeněk Němeček am 22. Februar 1945, Rudolf Jílovský am 22. Februar 1945, Václav Černý am 11. Januar 1945, Leopold Chmela wurde im Juni 1944 verhaftet und zum Tode verurteilt, wozu es jedoch nicht kam. Zdeněk Bořek-Dohalský wurde bereits 1941 verhaftet und am 7. Februar 1945 im Gestapo-Gefängnis der Kleinen Festung Theresienstadt hingerichtet. Karel Bondy wurde am 20. Oktober 1941 festgenommen und am 22. Januar 1945 vermutlich in Berlin hingerichtet.